# Palazzo Adoldo

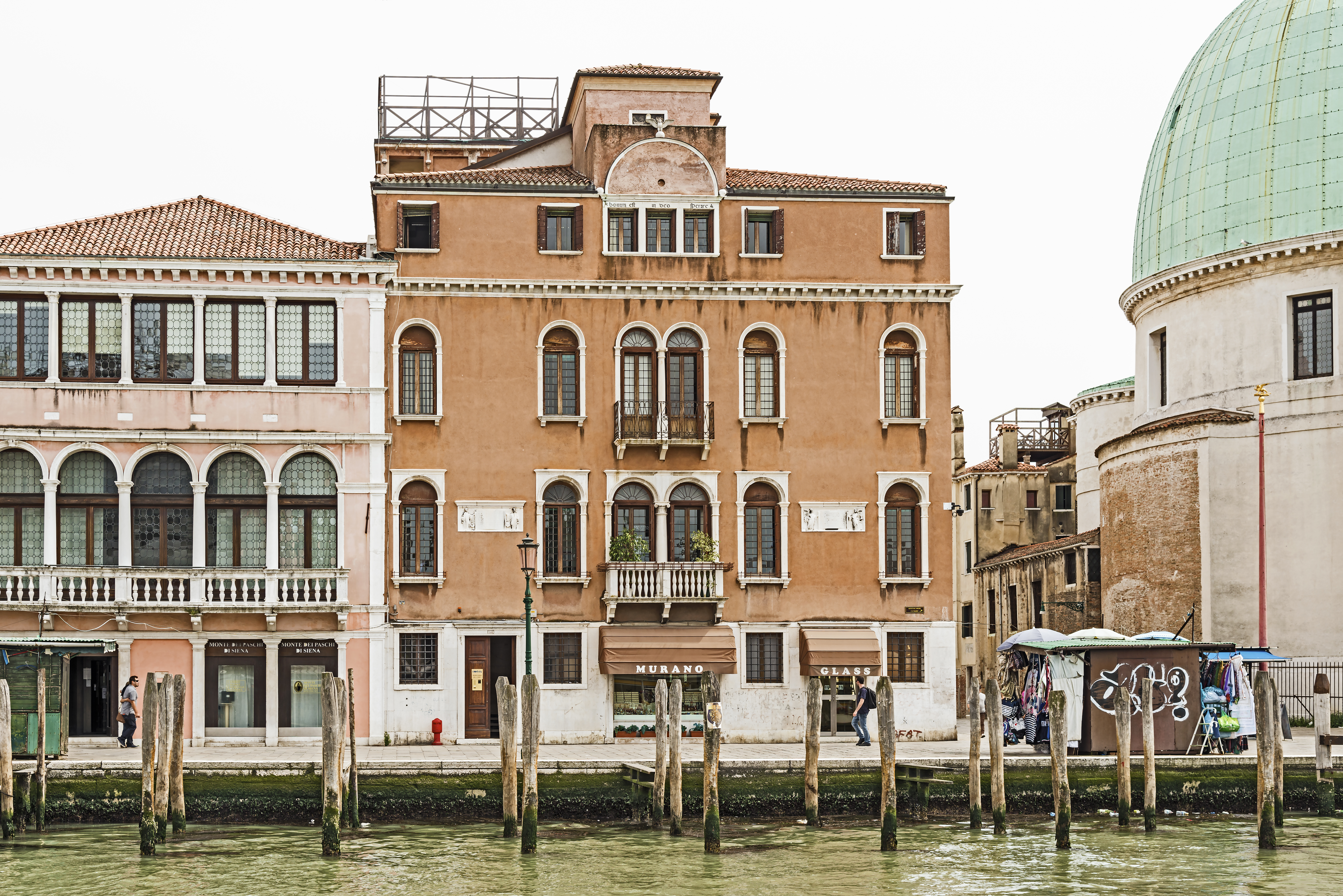
Die Renaissancefassade des Palazzo Adoldo, auf der rechten Seite die Kuppel der Kirche San Simeone Piccolo

Palazzo Adoldo ist ein Palast in Venedig in der italienischen Region Venetien. Er liegt im Sestiere Santa Croce mit Blick auf den Canal Grande neben dem Palazzo Foscari Contarini und nicht weit entfernt von der Kirche San Simeone Piccolo.

## Geschichte
Der Palast hat alte Wurzeln; dort wohnte die Familie Adoldo oder Adoaldo; sie kam ursprünglich aus Griechenland, gehörte zum venezianischen Patriziat und starb 1432 aus. Ein Familienmitglied, Lucia Adoldo, schenkte den Palast der Kirchengemeinde San Simeone Piccolo, wie man aus einer Inschrift an der Fassade entnehmen kann.
Auf demselben Stein ist vermerkt, dass Vittore Spiera das Gebäude, weil es unsicher war, 1520 in größerer Form neu bauen ließ.

## Beschreibung
Die Fassade besteht aus drei Vollgeschossen und einem Mezzaningeschoss unter dem Dach.
Im umgebauten Erdgeschoss finden sich einfache, rechteckige Fensteröffnungen in weißem Stein. Die beiden Hauptgeschosse sind dagegen durch ein Paar Einzelfenster pro Seite (zwischen die im ersten Obergeschoss zwei Halbreliefe gesetzt sind), eingesetzt in Steinrahmen, charakterisiert, sowie durch ein mittleres Doppelfenster, gestützt durch ionische Säulen und verschlossen durch eine Brüstung, in Stein im ersten Obergeschoss und in Schmiedeeisen im zweiten Obergeschoss.
Das Mezzaningeschoss unter dem Dach hat einen eigenartigen Aufsatz, auf dem eine Lünette über drei kleinen, quadratischen Fenstern angebracht ist. Auf deren höchstem Punkt sitzt die Statue eines Adlers.

### Details der Fassade zum Canal Grande

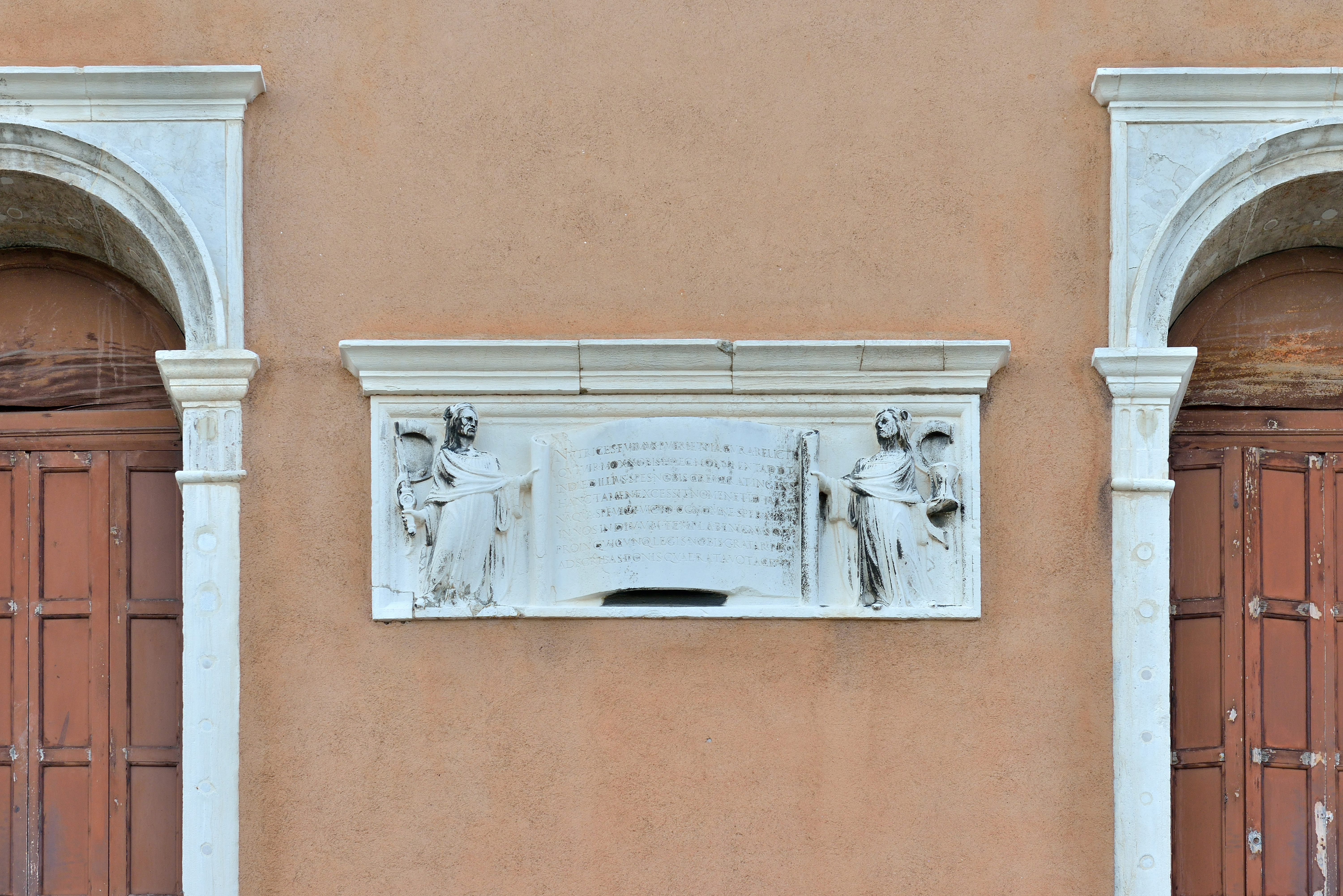
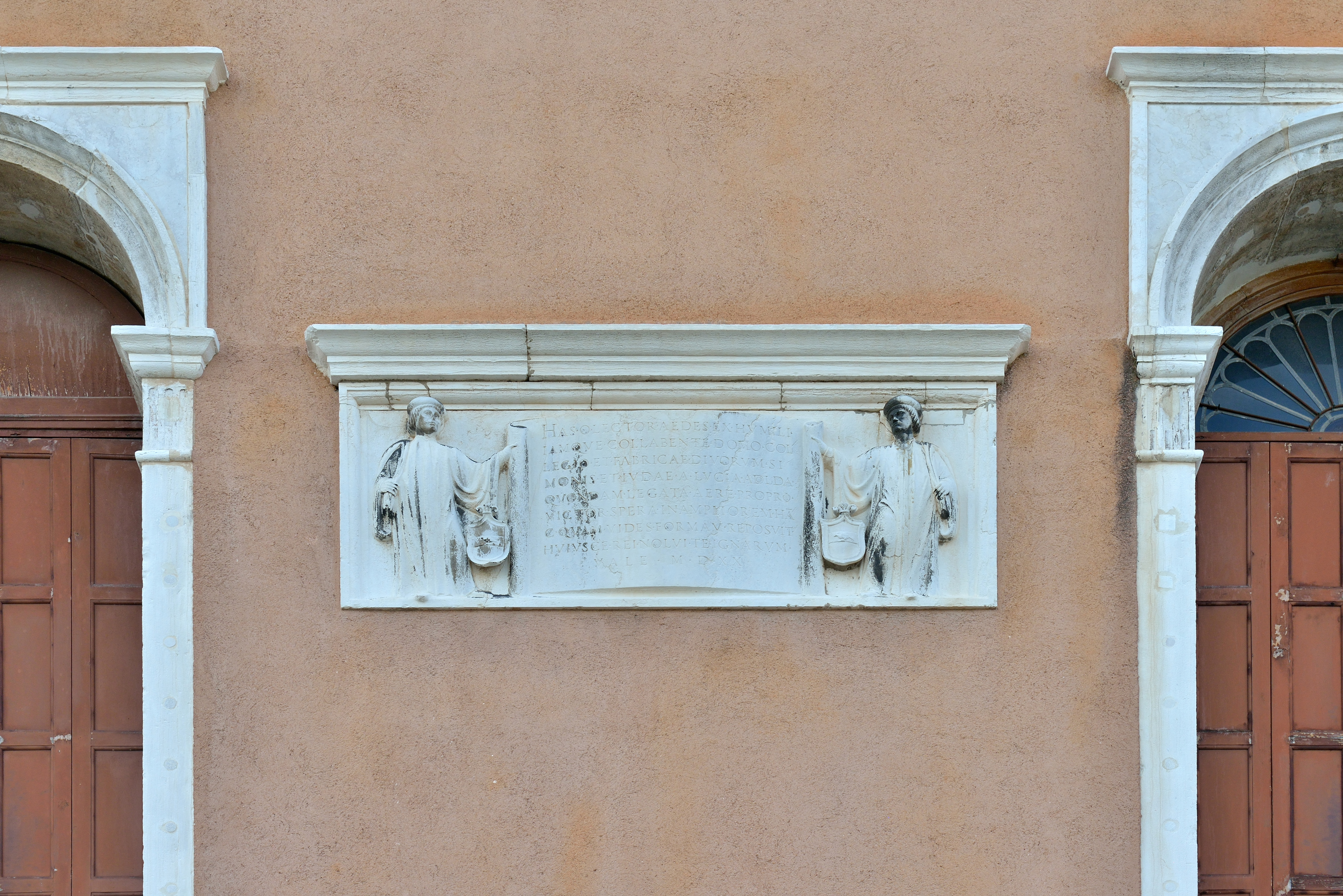
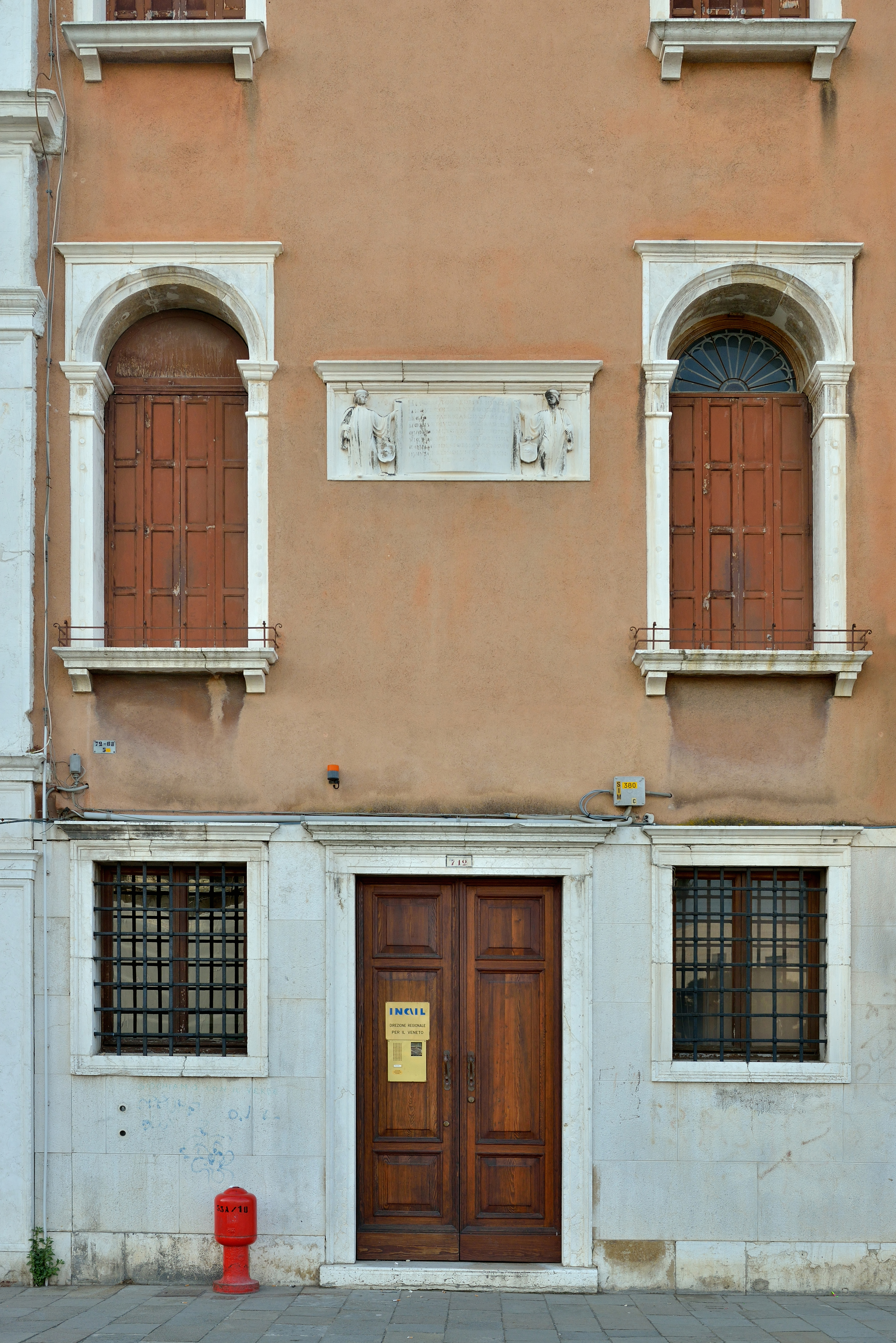